# Bengt Lindström (fotograf)

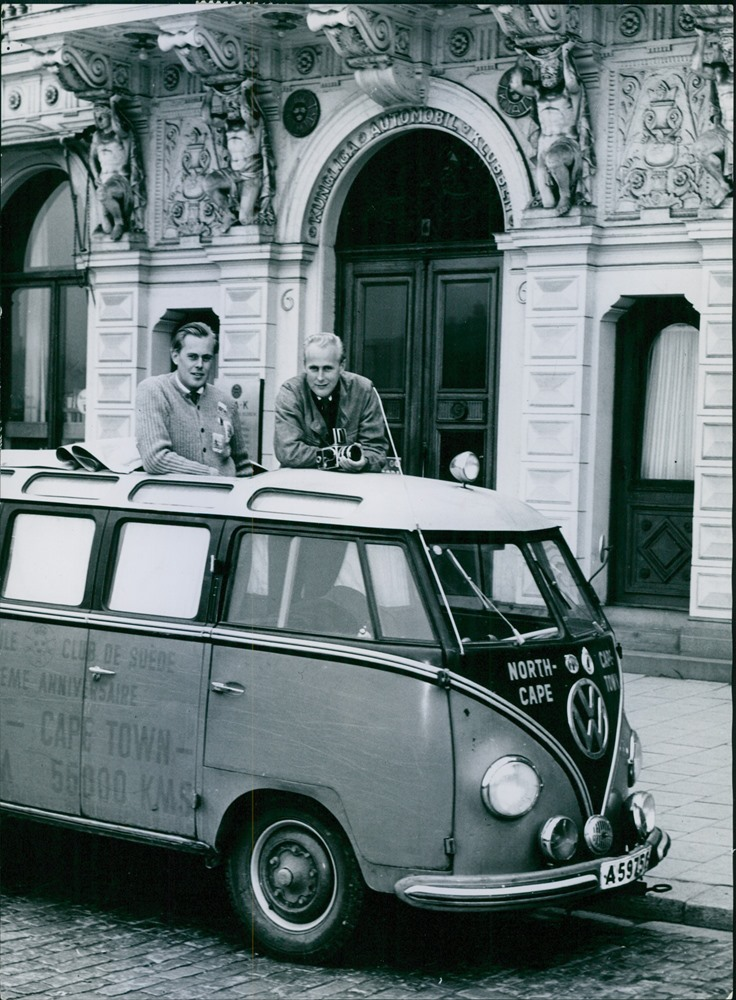
Bengt Lindström (t.h.) med journalisten Lars-Henrik Ottoson efter en Afrikaresa ca 1955.

Bengt Axel Lindström, född 11 december 1929 i Ängsö församling, Västerås, död 17 mars 2012, var en svensk filmfotograf. 

## Filmfoto i urval
- 1955 – 91 Karlsson rycker in
- 1956 – Gorilla
- 1956 – Flamman
- 1957 – Aldrig i livet
- 1957 – 91:an Karlsson slår knock out
- 1957 – Blondin i fara
- 1959 – 91:an Karlsson muckar (tror han)
- 1959 – Guldgrävarna
- 1959 – Med fara för livet
- 1959 – Med mord i bagaget
- 1961 – Åsa-Nisse bland grevar och baroner
- 1969 – Konfrontation
- 1971 – Nu seglar Pip-Larssons (TV-serie)
- 1973 – Herrarna i hagen
- 1987 – Ängslans boningar
- 1994 – Utmaningen